# Battaglia d'Inab
La  battaglia d'Inab (in arabo معركة أنب‎?, Maʿraka Inab), o battaglia dell'Arḍ al-Ḥaṭīm (del "Terreno chiuso"), o del Fons Muratus, si svolse il 29 giugno 1149 tra Nur al-Din e Raimondo d'Antiochia.
La battaglia si concluse con la schiacciante vittoria delle forze di Nur al-Din; i "Franchi" vennero circondati nella notte e annientati al mattino dopo un aspro combattimento durante il quale lo stesso Raimondo venne ucciso. La testa e un braccio del principe d'Antiochia vennero conservate e inviate in dono da Nur al-Din al califfo di Baghdad.

## Antefatti
Nur al-Din, atabeg di Aleppo, dopo la morte di suo padre Zangi, avvenuta nel 1146, decise di attaccare il principato di Antiochia, con l'intento di difendere Damasco che nel 1148, era stata assediata invano dai Crociati della seconda crociata (invocata dal papa Eugenio III, nel 1147, dopo la caduta della contea di Edessa, nel 1144).
Nel giugno del 1149 Nur al-Din invase il principato d'Antiochia e pose l'assedio alla fortezza d'Inab, con l'aiuto di Unur di Damasco e un contingente di Turcomanni; disponeva in totale di circa seimila soldati, per la maggior parte cavalieri.

## La battaglia
Il principe di Antiochia Raimondo si alleò con 'Ali ibn Wafa, dell'Ordine ismailita degli Assassini, che controllava un territorio confinante con il principato, ed era nemico di Nur al-Din.
Raimondo e il suo alleato partirono per una spedizione di soccorso ancora prima di avere raccolto tutte le forze. All'approssimarsi dell'esercito misto, Nur al-Din tolse l'assedio di Inab e si ritirò.
Invece di restare vicino alla fortificazione, Raimondo e Ibn Wafa si accamparono con le loro forze in aperta campagna. Quando gli esploratori riferirono a Nur al-Din che i nemici avevano piazzato il campo in un luogo esposto e che non ricevevano rinforzi, l'atabeg fece circondare l'accampamento durante la notte.
Il 29 giugno 1149 Nur al-Din distrusse l'esercito di Antiochia; il tentativo di Raimondo di rompere l'accerchiamento con una disperata carica di cavalleria si concluse con un fallimento a causa delle difficoltà del terreno sabbioso e della polvere sollevata dal vento che ostacolò la visibilità dei cavalieri crociati. La quasi totalità dell'esercito franco venne annientata e sia Raimondo sia Ibn Wafa furono uccisi. Raimondo sarebbe stato ucciso sul campo personalmente dal generale curdo Shirkuh e la sua testa e il braccio mozzato vennero raccolti, conservati e inviati in un astuccio d'argento come macabro dono al califfo di Baghdad.

### Attacco ad Antiochia
Il sultano mise allora l'assedio ad Antiochia, ma senza successo, perché la città fu ben difesa dalla moglie di Raimondo, Costanza e dal patriarca Aimery di Limoges fino a quando il re di Gerusalemme, Baldovino III, marciò su Antiochia, liberandola dall'assedio.

## Conseguenze

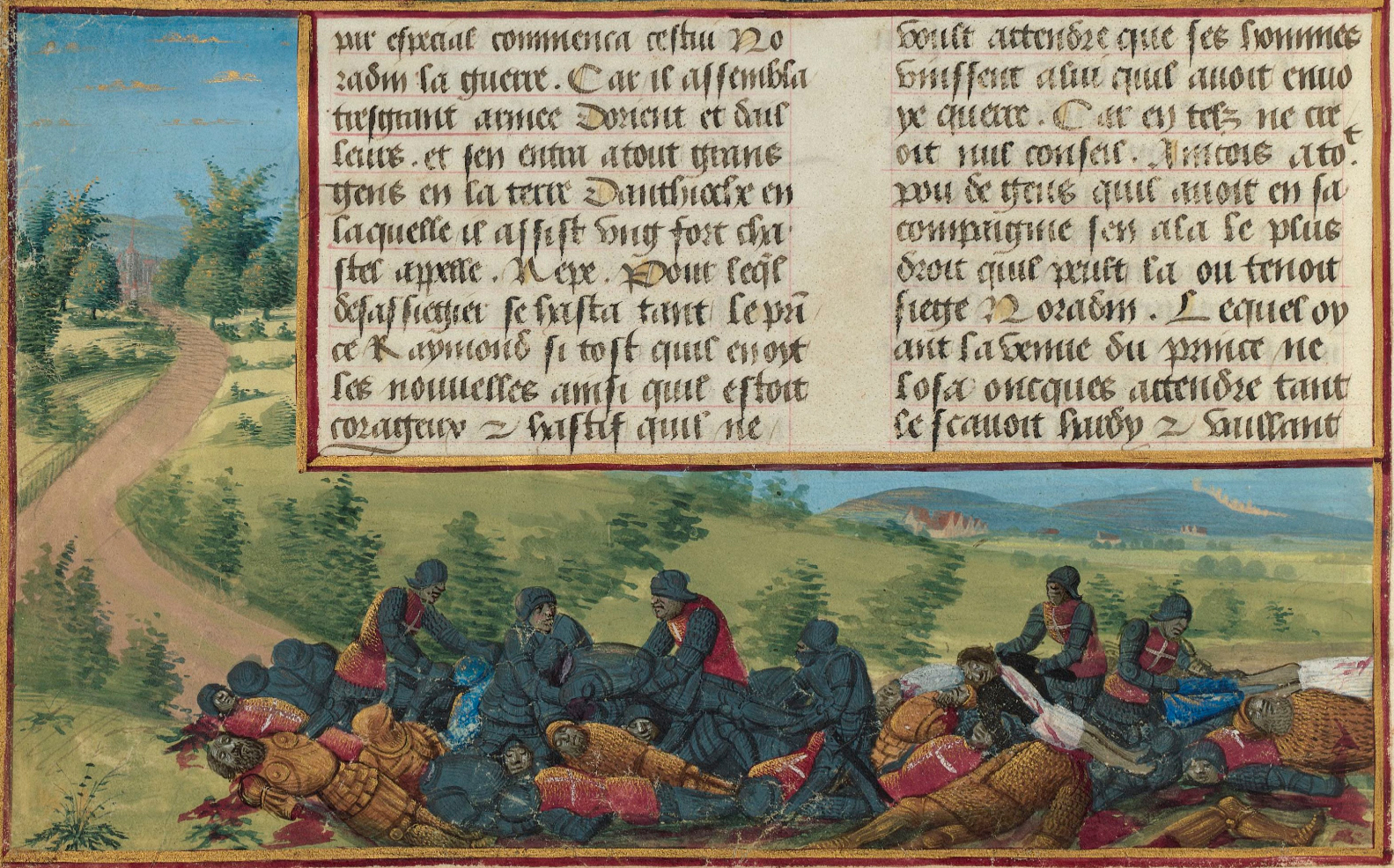
Recupero del corpo di Raimondo dopo la battaglia.

La maggior parte del territorio di Antiochia, compresa un'importante via per il Mar Mediterraneo, cadde sotto il controllo di Nur al-Din, che cavalcò fino alla costa e si bagnò nel mare per simboleggiare la sua conquista, con un atto che ricordava quello leggendario di ʿUqba b. Nāfiʿ che, dopo la conquista del Maghreb, entrò col cavallo nelle acque dell'Oceano Atlantico affermando che, se non ci fosse stato quell'ostacolo, non si sarebbe più fermato.
Secondo un autore la sconfitta crociata a Inab fu "tanto disastrosa quanto quella dell'Ager Sanguinis" di una generazione prima.
Nel periodo successivo i castelli di Ḥarīm e Afāmiya caddero dinanzi al vittorioso atabeg; Ḥarīm fu ripreso solo nel 1157 e poi perso definitivamente nel 1164.
Dopo la vittoria d'Inab, Nur al-Din, che costruì numerose moschee e scuole religiose ad Aleppo, divenne un eroe del mondo islamico e questa vittoria fu considerata l'inizio della distruzione di tutti gli Stati latini d'Oriente.
Nur al-Din continuò catturando quanto restava della Contea di Edessa, e portò Damasco sotto il suo governo nel 1153, indebolendo ulteriormente gli Stati crociati.